# Rentapia rugosus
Espèce
Synonymes
- Pedostibes rugosus Inger, 1958

Statut de conservation UICN

 NT  : Quasi menacé
Rentapia rugosus est une espèce d'amphibiens de la famille des Bufonidae. Elle est considérée comme synonyme de Rentapia everetti (Boulenger, 1896).

## Répartition
Cette espèce est endémique des forêts du Nord de Bornéo. Elle se rencontre entre 150 et 1 050 m d'altitude :
- en Malaisie dans les États du Sabah et du Sarawak ;
- en Indonésie dans le nord du Kalimantan ;
- au Brunei.

## Publication originale
- Inger, 1958 : A new toad from Borneo. Sarawak Museum Journal, vol. 8, p. 476-478.